# Mannheimer Literaturpreis
Der Mannheimer Literaturpreis ist eine literarische Auszeichnung. Sie wird alljährlich durch den 1977 im Rhein-Neckar-Raum gegründeten Literaturverein Räuber ’77 e. V. vergeben, der seinen Sitz in Mannheim hat. Der Name des Literaturvereins leitet sich von Friedrich Schillers Drama Die Räuber her, das am 13. Januar 1782 in Mannheim uraufgeführt wurde, sowie dem Gründungsjahr des Vereins.

## Ausschreibungsbedingungen
| 1. Preis: | 250 € |
| 2. Preis: | 150 € |
| 3. Preis: | 100 € |

Meist gibt die Ausschreibung des Mannheimer Literaturpreises im Jahresrhythmus wechselnd entweder Lyrik oder Prosa vor, das zu behandelnde Thema ist frei oder wird ebenfalls festgelegt. Die dreiköpfige Jury, die jedes Jahr neu ausgewählt wird, zeichnet in der Regel jeweils drei Preisträger aus.
Die drei Geldpreise wurden gestiftet durch den Mannheimer Unternehmer und Kulturmäzen Heinrich Vetter (1910–2003). Nach ihm hieß der Preis von 2005 bis 2011 Heinrich-Vetter-Literaturpreis. Die Preisgelder wurden durch die Heinrich-Vetter-Stiftung 2005 und 2009 jeweils verdoppelt.
2011 trennte sich der Literaturverein von der Stiftung und benannte den Preis wieder um in Mannheimer Literaturpreis. 2012 und 2016 erfolgte keine Ausschreibung; seit 2013 schreibt der Literaturverein den Preis in alleiniger Regie aus. Die Dotierung liegt seit 2018 bei 250, 150 und 100 €. Seit 2018 wird der Preis als Jugendliteraturpreis an Jugendliche und junge Erwachsene im Alter von 14 bis 21 Jahren vergeben.

## Preisträger
1984 wurde der Mannheimer Kurzgeschichtenpreis verliehen:
1. Walter Landin (1952–2021), Mannheim
2. Rolf Bergmann (1942–2015), Mannheim
3. Helmut Riemenschneider
Ab 1985 wurde der Mannheimer Literaturpreis ausgeschrieben.
- 1. Ausschreibung, 1985: ex aequo

Gerhild Michel
Monika Köhn
Eva Vargas (1930–2010), Heidelberg
- 7. Ausschreibung, 1991:

1. Jürgen Pfeil
- 8. Ausschreibung, 1992:

1. Christoph von Burkersroda
- 9. Ausschreibung, 1993:

1. Elfi Neubauer-Theis, Neckarbischofsheim
2. Sibylle Böhm
3. Ute Zimmermann, Schifferstadt
- 10. Ausschreibung, 1994:

1. Gabriele Vogt-Schoenmakers
- 11. Ausschreibung, 1995:

1. Helga Köbler-Stählin, Mannheim
2. Anika Meike Wolfram, Neckarbischofsheim
- 12. Ausschreibung, 1996:

1. Arthur Micke
2. Iris Wahl
3. Sibylle Severus, Zürich
- 13. Ausschreibung, 1997:

1. Hartmut Wagner
- 14. Ausschreibung, 1998:

1. Regina Weibel
- 15. Ausschreibung, 1999: Lyrik zu freiem Thema

1. Rainer Würth, Karlsruhe (später Pforzheim): „Appellplatz“
2. Albert H. Keil, Dirmstein (später Ahrensburg): „Läwenslänglich“
3. Gertrud Häfner, Mannheim: „Entwirre die Zeichen“
- 16. Ausschreibung, 2000: Prosa

1. Helga Redl, Ludwigshafen am Rhein
3. Werner Richter, Neckargemünd und Pézenas (Frankreich)
- 17. Ausschreibung, 2001: Lyrik

1. Anita Funk
2. Hanna Leybrand
- 18. Ausschreibung, 2002: Prosa zum Thema „Geburtstag“

1. Rüdiger Heins, Bad Kreuznach
2. Dimitré Dinev, Wien
3. Barbara Franke, Zweibrücken
- 19. Ausschreibung, 2003: Lyrik zum Thema „Verlust“

1. Elisabeth Kapp, Mannheim: „Verlorenheit“
2. Viktoria Heinz-Auth, Frankfurt am Main: „vater“
3. Elke Siegmann, Mannheim: „Es war einmal“
- 20. Ausschreibung, 2004: Prosa zum Thema „Gewinn“

1. Peter Metz, Zürich: „Astmanns Vision“
2. Angelika Jesse, Mannheim: „Die Gazelle“
3. Wilfried Klewin, Viernheim: „Oma Bärbchen“
- 21. Ausschreibung, 2005: Lyrik zum Thema „Der Not gehorchend, nicht dem eignen ...“

1. Henry-Martin Klemt, Frankfurt (Oder): „Abrahams Lied“
2. Hans Jörg Stahlschmidt, Berkeley (USA): „Alle Brücken“
3. Tina Ilse Gintrowski, Bonn: „b-sides“
- 22. Ausschreibung, 2006: Prosa zum Thema „Wo bin ich zu Hause“

1. Michael Lenzinger, Wien: „Wie sich die Fliege im Netz zuhause wähnt“
2. Daniel Schreiber, Brooklyn, New York: „Aus der Ferne“
3. Saša Stanišić, Leipzig: „9. Januar 1993“
- 23. Ausschreibung, 2007: Lyrik zum Thema „Meine Stadt“

1. Martina Weber: „bäume an lichterketten gelegt“
2. Rumiana Ebert: „VERTRAUT“
3. Anita Funck: „zauberin“
- 24. Ausschreibung, 2008: Prosa zum Thema „Danach“

1. Eckhard Schmidt-Dubro: „Eine seltsame Geschichte“
2. Susanne Heinrich: „Nach Amerika“
3. Jochen Heckmann: „Grüne Füße“
- 25. Ausschreibung, 2009: Lyrik zum Thema „Parallelwelten“

1. Angela-Marcella Gerstmeier: „Schock“
2. Gundi Brodmann: „Stadtvogel“
3. Diethard Wendt: „Ilch“
- 26. Ausschreibung, 2010: Kurzprosa zum Thema „Im Verborgenen“

1. Kerstin Rech: „Der Normalo“
2. Daniel Morawek: „Party unter der Stadt“
3. Heidi Moor-Blank: „Neues Leben“
- 27. Ausschreibung, 2011: Lyrik zum Thema „Wandlungen“

1. Gerhild Michel: „Blätter einer Rose“
2. Warnfrid Grams: „Tschernobyl“
3. Claudia Herrmann-Schmeidel: „Der Alte“
- 2012 wurde der Preis nicht ausgeschrieben.

- 28. Ausschreibung, 2013: Prosa zum Thema „Ohne Netz“

1. Felix Wente: „Der Füllfederhalter“
2. Stephan Weiner: „Harald macht sich rar“
3. Ruth Kornberger: „Wären wir alt“
- 29. Ausschreibung, 2014: Lyrik zum Thema „Glücksfälle“

1. Ute Dietl
2. Michael Hüttenberger
3. Kristin Wolz
- 30. Ausschreibung, 2015: Prosa zum Thema „über brücken“

1. Uwe Jung
2. Bianca Heidelberg
3. Bernhard Schader
- 2016 wurde der Preis nicht ausgeschrieben.

- 31. Ausschreibung, 2017: Prosa und Lyrik zum Thema „Flucht.Punkt.Stadt.“

1. Christine Thiemt (Prosa)
1. Sonja Viola Senghaus (Lyrik)
- 32. Ausschreibung, 2018: Jugendpreis zum Thema „offline“

1. Malak Aderoumu: „Coming of Age Movies“
2. Phirun Koy: „Piggy Piscine“
3. Lino Szekely: „Ein trauriger Nachmittag“
- 33. Ausschreibung, 2019: Jugendpreis zum Thema „Falschmeldung(en)“

1. Vanessa Palumbo: „Feuer und Flamme“
2. Vanessa Kaupe: „Nicht heute“
3. Edda Nieber: „Erlkönig“
- 34. Ausschreibung, 2020: Jugendpreis zum Thema „Writing for Future“

1. Allegra Bosch: „Jack“
2. Edda Nieber: „Brief an die Menschen der Zukunft“
3. Janna Gehring: „Ein normaler Tag in Quarantäne“
- 35. Ausschreibung, 2021: Jugendpreis zum Thema „...unverhofft“[3]

1. Edda Nieber: „Unverhofft kommt…“
2. Viktor Meier: „Die Omi aus Zehlendorf“
3. Nora Antonic: „Lebenslotterie“